# Tour de Don
La tour de Don est un sommet de Suisse situé dans les Alpes et culminant à 1 999 mètres d'altitude. Le sommet est intégralement situé dans le canton du Valais, la frontière avec la France qui suit la ligne de crête passant ici juste en contrebas, sur le versant occidental, laissant l'alpage de Chaux Longe du côté helvétique.